# Kuika
Kuika (en népalais : कुइका) est un comité de développement villageois du Népal situé dans le district d'Achham. Au recensement de 2011, la ville comptait 4 281 habitants.